# Cantonul Guémené-Penfao
Cantonul Guémené-Penfao este un canton din arondismentul Châteaubriant, departamentul Loire-Atlantique, regiunea Pays de la Loire, Franța.

## Comune
- Conquereuil
- Guémené-Penfao (reședință)
- Marsac-sur-Don
- Massérac
- Pierric